# Annemarie von Nathusius

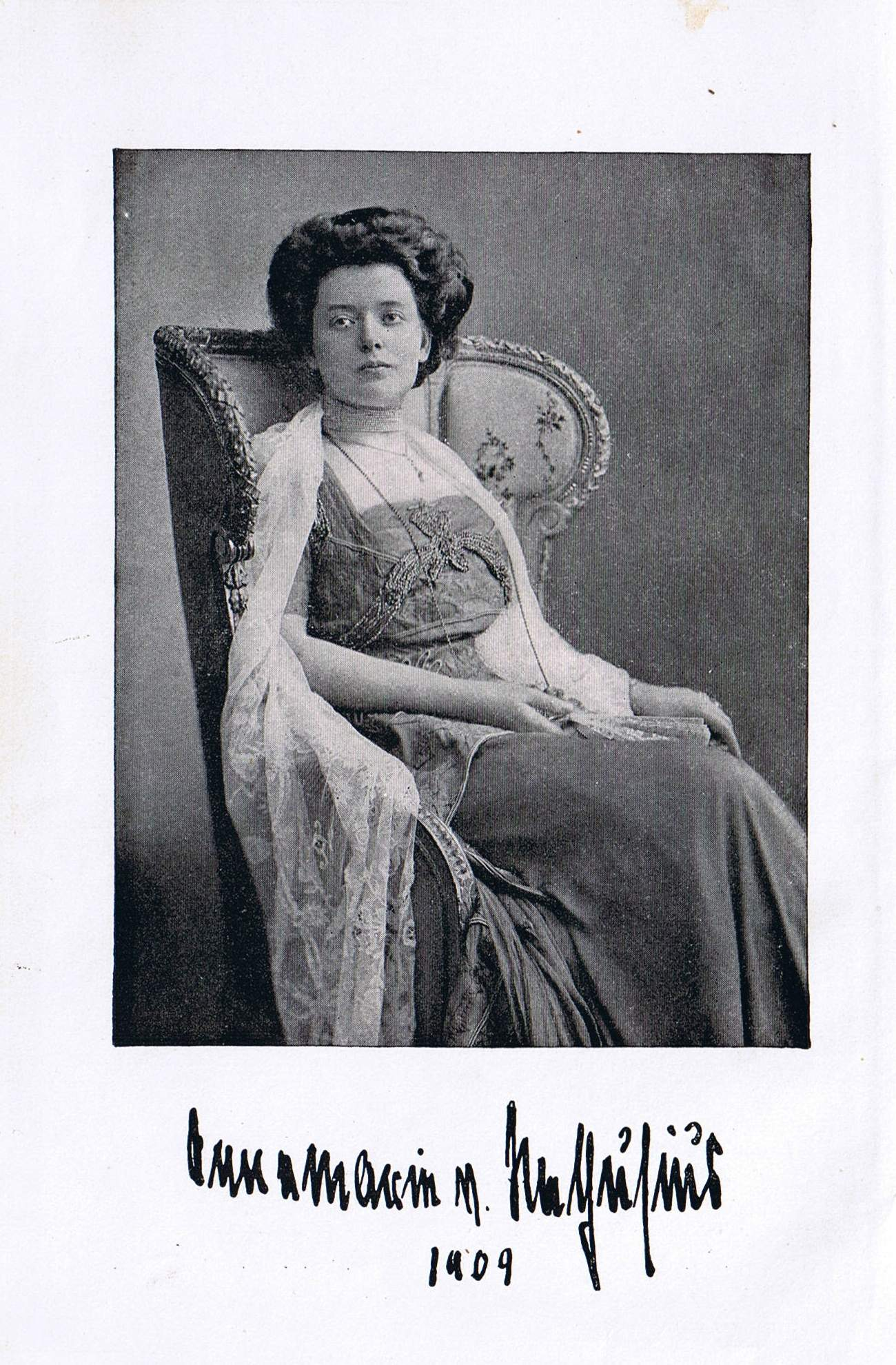
Annemarie von Nathusius (1874–1926), Schriftstellerin, mit Unterschrift, 1909

Annemarie von Nathusius, eigentlich Anna Maria Luise von Nathusius (* 28. August 1874 in Ludom bei Posen; † 17. Oktober 1926 in Berlin), war eine deutsche Schriftstellerin. Ihr historischer Roman Das törichte Herz der Julie von Voß (1918) wurde bis 1937 neu aufgelegt. Ihre Novelle Malmaison wurde von Paul Ludwig Stein 1922 verfilmt unter dem Titel Es leuchtet meine Liebe.

## Leben

### Herkunft
Sie stammte aus Familien mit mehreren Schriftstellern.
Ihre Ururgroßmutter Philippine Engelhard war Dichterin, ihr Großvater Philipp von Nathusius war Publizist, ihre Großmutter Marie Nathusius war eine erfolgreiche Dichterin. Ihr Vater Philipp von Nathusius-Ludom war Chefredakteur der konservativen Kreuzzeitung, die Mutter war Anna Henriette von Nathusius, geborene Petzold (* 1842).

### Jugend
Die Familie lebte von 1882 bis 1884 auf dem Rittergut Nothwendig bei Filehne in der Provinz Posen, wo ihr Vater mit dem Titel eines „fürstlich Hohenzollern’schen Hofkammerrathes“ den Besitz von Fürst Karl Anton von Hohenzollern verwaltete.
Ab 1885 bis 1891 lebten sie in Rudolstadt in Thüringen. Ab 1887 war Annemarie von Nathusius Schülerin im Freiadeligen Magdalenenstift in Altenburg, das sie 1890 nach der Konfirmation verließ.

### Erste Publikationen
Nach ihrer Heirat 1896 mit dem zweitgradigen Onkel und Maler Thomas von Nathusius lebte sie in Berlin. Nach der von ihr im Jahr 1900 durchgesetzten Trennung wurde die kinderlose Ehe 1904 geschieden.
Ab 1902 veröffentlichte Annemarie von Nathusius erste literarische Texte in Zeitschriften.
In dieser Zeit lernte sie den Schriftsteller Paul Ilg kennen, mit dem sie Reisen ins Engadin, an die Riviera und nach Norditalien unternahm und in den Jahren 1904 und 1905 in finanziell sehr bedrängter Lage in München zusammenlebte.
1905 kehrte sie nach Berlin zurück.
In den nächsten Jahren machte sie die Bekanntschaft von Fürst Christian Kraft zu Hohenlohe-Öhringen, der sie als Mäzen bis zu seinem Tod 1926 unterstützte.
Mit ihrem Roman Der stolze Lumpenkram machte sich Annemarie von Nathusius 1910 in der radikalen Frauenbewegung bekannt. Helene Stöcker und Minna Cauer gehörten zu ihrem engeren und ständigen Bekanntenkreis und mit Lily Braun war sie freundschaftlich verbunden.
Im Jahr 1914 sorgte das Erscheinen ihres Romans „Ich bin das Schwert“ für eine erregte Debatte, da sie dort auch die körperliche Selbstbestimmung der Frau vor und während der Ehe forderte.

### Politisches Engagement
Bei Ausbruch des Ersten Weltkriegs  zuerst kriegsbegeistert, kam Annemarie von Nathusiu in Verbindung mit der pazifistischen und antimilitaristischen Bewegung in Berlin, insbesondere ab Ende 1914 mit dem Bund Neues Vaterland und dessen wichtigsten Vertretern wie Georg Graf von Arco, Stefan Zweig, Albert Einstein, Alfred Hermann Fried und Clara Zetkin. Auch Helene Stöcker und Minna Cauer gehörten diesem Kreis an, und als ihre engeren Freunde im Bund sind der Publizist und Politiker Hellmut von Gerlach und Hans Paasche zu nennen.
Annemarie von Nathusius war, so berichtete Hellmut von Gerlach, über militärische Verschlusssachen außergewöhnlich gut informiert und offenbar bereit, für den Erfolg ernsthafter Friedensbemühungen Geheimnisverrat zu begehen.
Über Hans Paasche begegnete Annemarie von Nathusius 1916 Maximilian Kirsch. Es entwickelte sich eine intensive aber auch konfliktträchtige Freundschaft. 

### Schriftstellerische Erfolge und Reise durch Persien
In den frühen 1920er Jahren lebte Annemarie von Nathusius in Berlin. Die Veröffentlichungen ihrer Romane erreichten zum Teil hohe Auflagen, so dass sie durchaus als Erfolgsautorin in dieser Zeit bezeichnet werden kann.
1924 reiste sie mit Maximilian Kirsch nach Persien, das sie mit einem Auto durchfuhr. Dort begegnete sie auch dem Premierminister und späteren Schah Reza Pahlevi, der sie mehrmals zu sich einlud.
Die Rückreise erfolgte über Kurdistan. Diese Reise hinterließ Spuren körperlicher Krankheiten.

### Krankheit und Tod
Danach lebte Annemarie von Nathusius wieder in Berlin, wo sie besonders zu Lilly Braun intensiven Kontakt pflegte.
1925 hielt sie sich wegen ihrer durch die Persienreise verschlechterten Zuckerkrankheit zeitweilig in Baden-Baden auf. Am 15. Oktober 1926 reiste sie nach Berlin, um Einzelheiten eines Buchprojektes zu klären. Sie wurde allerdings wegen ihres angeschlagenen Gesundheitszustandes am 17. Oktober in das Berliner Krankenhaus Bethanien eingeliefert und verstarb dort unmittelbar nach der Einlieferung.
Die Einäscherung mit Trauerfeier fand am 21. Oktober im Krematorium Wilmersdorf statt. Die Beisetzung der Urne erfolgte am 31. Mai 1927 auf dem Friedhof Grunewald.
Ende 1933 wurde ihr Buch Eros wegen unzüchtigem Inhalt verboten.

## Schriftstellerisches Schaffen

### Erste Veröffentlichungen
Annemarie Nathusius hatte bereits Ende der 1880er Jahre mit ersten schriftstellerischen Arbeiten der Lyrik und Kurzprosa begonnen. Die ersten Veröffentlichungen fielen in die Jahre 1901 und 1902. 1904 konnte sie ihren ersten Roman „Die Glücksucherin“ an die Berliner Illustrierte Zeitung verkaufen. 1905 erschien der zweite Roman „Die Herrin auf Bronkow“.

### „Der stolze Lumpenkram“ (1910)
1910 erfolgte die Veröffentlichung von „Der stolze Lumpenkram“, der als Schlüsselroman gilt. Es ist eine sehr genaue Verarbeitung familiärer Verhältnisse mit scharfer Distanzierung von den Lebensformen und politischen Ansichten des preußischen Adels. Die Veröffentlichung wurde von der preußischen Adelsgesellschaft und dem konservativen Lager als Kampfansage verstanden. Sie fand große Beachtung. Heftige Kontroversen mit Anfeindungen der Schriftstellerin waren die Folge. Mit diesem Roman forderte sie auch die politische und ökonomische Emanzipation der Frau.

### „Ich bin das Schwert“ (1914)
Im Jahr 1914 sorgte das Erscheinen ihres Romans „Ich bin das Schwert“ für eine erregte Debatte, die Öffentlichkeit und Presse polarisierte. Teile der Frauenbewegung und linksliberale Kreise begrüßten das Buch enthusiastisch, während Adel und gemäßigtes Bürgertum den Roman, so die Kreuzzeitung am 18. März 1914, als ein „von blindwütigem Haß diktiertes Pamphlet“ bezeichneten.
Es ging um nicht weniger als um die Doppelmoral im Wilhelminischen Deutschland, um Diskriminierung, Abhängigkeit und Unterdrückung der Frau und des von einem männlichen Moral- und Ehrbegriff bestimmten Diktats vorehelicher Enthaltsamkeit der Frau. Annemarie von Nathusius formulierte deutlich den Anspruch der Frau auf eine sexuelle Selbstbestimmung, voreheliche Beziehungen seien nicht Privileg der Männer. Das Institut Ehe war für sie etwas Fragwürdiges geworden. Sie forderte die Frauen auf, Frauenbefreiung und ein selbstbestimmtes Leben zu leben.

### Historische Romane (1918–1926)
Zwischen 1918 und 1926 griff Annemarie von Nathusius in rascher Folge historische Stoffe in Romanen und Erzählungen auf. „Das törichte Herz der Julie von Voß. Eine Hofgeschichte aus der Zopfzeit“ und „Rheinsberg. Ein märkischer Roman“ (1922) sind Frauengestalten aus der preußischen und märkischen Geschichte und Kultur gewidmet. In den zwei Erzählungen „Josephine“ und „Malmaison“ in „Es leuchtet meine Liebe“ (1921) ist die französische Revolution der historische Rahmen für Liebesgeschichten.
Im Gesellschaftsroman „Im sinkenden Licht. Roman aus den achtziger Jahren“ (1922) bilden das gesellschaftspolitische Klima, Konflikte und Ereignisse der Bismarck-Zeit wie Sozialistengesetze und Afrika-Konferenz den Handlungsrahmen.

### Zeitgenössische Romane (1919–1923)
Wie Gegenbilder zu den historischen Romanen schrieb Annemarie von Nathusius in dieser Periode drei Zeitromane, in denen gesellschaftlicher Wandel und Umbruch der Nachkriegsjahre den Handlungshintergrund bestimmen, „Eros“ (1919), „Die Unerlösten. Eine Erzählung für Unmoralische“ (1921) und „Der Befreier“ (1923). Auch dort formulierte sie noch einmal die Ansprüche der Frau auf ein gesellschaftlich und körperlich selbstbestimmtes Leben.

### Letzte Bücher (1925–1927)
1925 arbeitete sie an der Abfassung des persischen Reisetagebuches, das 1926 unter dem Titel Im Auto durch Persien erschien. Ferner stellte sie noch die Romane „Die Trennung“ und „Im Rosengarten der Königin“ fertig.

## Einstellungen
Annemarie von Nathusius war eine überaus eigenwillige und selbstständige Frau.
Ihren inneren Überzeugungen folgte sie konsequent, auch wenn sie wusste, dass ihr das Unannehmlichkeiten in ihrer Umgebung bringen würde.

### Kritik am preußischen Adel
So kritisierte sie radikal das ihrer Meinung nach moralisch überlebte Leben der adligen Schicht, aus der sie stammte, besonders in den Romanen Der stolze Lumpenkram (1910) und Ich bin das Schwert (1914), was diese mit entsprechend scharfer Reaktion beantwortete.

### Forderung nach körperlicher Selbstbestimmung der Frau
Ihre größte zeitgenössische Bedeutung erlangte sie mit ihrer deutlichen Formulierung des Rechts der Frau auf eine persönliche und sexuelle Selbstbestimmung, besonders in ihren Romanen Ich bin das Schwert und Eros. Dieses hatte in dieser Zeit in dieser unmissverständlichen Deutlichkeit noch keine Schriftstellerin in Deutschland formuliert, auch die Vertreterinnen der radikalen Frauenbewegung äußerten sich zu diesem Themenbereich meist gar nicht oder nur sehr zurückhaltend.

### Politische Einstellungen
Politisch war sie sehr linksradikal eingestellt, hielt sich aber von allen politischen Organisationen weitgehend fern. 
So schrieb sie am 8. März 1910 an August Bebel: 

„Natürlich bin ich keine Politikerin – auch keine Frauenrechtlerin –, von den großen Segnungen und Riesenarbeiten der Sozialdemokratie habe ich wahrscheinlich sehr wenig Ahnung. Aber wo einer für Kultur und Gerechtigkeit kämpft, da bin ich dabei!“

Nach dem Ausbruch des Ersten Weltkriegs schloss sie sich bald dem pazifistischen Bund Neues Vaterland an.
Im Januar 1919 nahm sie demonstrativ und exponiert an den Trauerfeierlichkeiten für Rosa Luxemburg und Karl Liebknecht teil.
Sie empörte sich über die Putschversuche der Rechten, die politischen Morde und Aktivitäten rechtsgerichteter Freikorps, der auch ihr Freund Hans Paasche am 21. Mai 1920 zum Opfer fiel. Ihr Nachruf auf Paasche in der von Maximilian Harden herausgegebenen Zeitschrift Die Zukunft (1920, S. 250f.) ist beredter Ausdruck ihrer Einstellung:

„Ich höre immer die Soldateska sei tot. Nach fünf Jahren wahnwitzig hemmungslosen Wüthens, in denen Alle, deren Vernunft sich sträubte, in den Heldentod geschickt wurden, während die meisten derer, die ihn predigten und anpriesen, sich wohlweislich vor ihm hüteten (um jetzt einträgliche Memoiren zu schreiben), nach diesen Tollhausjahren kam die Revolution. Sie enthronte alle die komischen Leute, die längst schon ins Märchenbuch gehören, und schuf eine Republik. Allerdings: Eine Republik ohne Republikaner.“

### Leidenschaftliche Autofahrerin
Annemarie von Nathusius war auch eine begeisterte Autofahrerin.
Ihre Autofahrt durch Persien 1924 war für eine Frau in ihrer Zeit ungewöhnlich.

### Kunstempfinden
Bei allem politischen Engagement blieben die Anziehungskraft der Kunst und das Empfinden für eine Gemeinsamkeit von Schriftstellern und Künstlern die entscheidende Triebfeder ihres eigenen Lebens.

## Würdigungen
Annemarie von Nathusius war für viele Zeitgenossen eine ungewöhnlich emanzipierte Frau. Sie stieß mit ihrer Rigorosität bei vielen aber auch auf Unverständnis. Nach ihrem Tod erschienen in einigen Berliner Tageszeitungen Nachrufe.
1928 erinnerte sich der Schriftsteller Hermann Kesser an sie mit großer Hochachtung:

„Sie war nur zur Hälfte eine Schriftstellerin. Die andere Hälfte dieser Frau waren Glut und Protest. (...) Sprach sie, dann zitterte der Boden ihrer letzten Wohnung in der Kaiserin-Viktoria-Straße wie ein Schlachtschiff. (...) Durch phantastisches Lebensbeispiel hat sie die Konventionen der Berliner Frau aufgelöst. Sie hat die Zukunft gewollt. (...) Ein Hohlraum bleibt noch lange. (...) Als ein Weib, das gezeigt hat, was Freiheit heißt, und doch keine Emanzipationsfrau gewesen ist; als ein Produkt Berlins, das große Exzesse im Durchstoßen von Wänden und Mauern vollbracht und jedes Herkommen aufgehoben hat. (...) Einen Kranz auf ihr Grab!“

Ihr Grab in Berlin-Grunewald ist nicht mehr lokalisierbar.

## Werke
- Mann und Weib. Geschichten und Gedanken, Richard Eckstein, Nachf. H. Krüger, Berlin o. J. (1901), Buchschmuck Marcus Behmer(ungenannt).
- Freie Worte! Lieder und Skizzen, mit Buchschmuck von Marcus Behmer, Richard Eckstein, Berlin ca. 1902
- Die Glücksucherin, Berliner Illustrierte Zeitung, 1904; Buchausgabe O. Janke, Berlin 1911. 1921
- Die Herrin auf Bronkow. Eine Gutsgeschichte, Otto Janke, Berlin 1905.1907
- Erika. Erzählung, Kürschners Bücherschatz: Roman und Novellensammlung, Nr. 548, Hermann Hillger, Berlin und Leipzig 1907
- Heimatklänge.5 Erzählungen und 16 Gedichte, Otto Janke, Berlin 1907
- Das Heidehaus, Webers moderne Bibliothek Nr. 126, Otto Weber, Heilbronn a.N., 1908
- Um die Heimat, Deutsche Roman-Zeitung 1908, Nr. 48–52; Buchausgabe. Otto Janke, Berlin 0.J. (1909)
- Der stolze Lumpenkram, Otto Janke, Berlin 1910, 10. Aufl. 1914
- Thekla, In: Deutsches Frauenbuch, hrsg. von Hermann Beuthenmüller, Franz Moeser Nachf., o. J. Leipzig, Berlin (um 1910), S. 329–343
- Der Herr der Scholle, Seyfert, Dresden 1911
- Die Reise nach Baden.Erzählung, Die Woche, Moderne Illustr. Zeitschrift, 13. Jg., Bd. IV (Heft 40–52), August Scherl, Berlin 1911; Buchausgabe, C.Reißner, Dresden-Blasewitz 1912
- Der Schatz von Sevengade. Prinzessin Leonor. 2 Erzählungen, Hermann Hillger, Berlin und Leipzig 1913; Kürschners Bücherschatz Nr. 805
- Ich bin das Schwert!, C. Reissner, Dresden 1914
- Das Haus mit den Rosen, Hillger, Berlin und Leipzig 1917
- Das törichte Herz der Julie von Voß. Eine Hofgeschichte aus der Zopfzeit, Mit 13 Zeichnungen von Dorothea Hauer, Deutsche Verlags-Anstalt, Stuttgart und Berlin 1918
- Schloss Wusterode. Erzählung, Hausfreund-Bibliothek, Bd. 183, Klambt Verlag, Neurode u. a. 1919
- Eros. Roman, Deutsches Verlagshaus Bong & Co., Berlin, Leipzig, Wien, Stuttgart 1919
- Jugendträume, Eckstein, Leipzig 1920
- Es leuchtet meine Liebe. Erzählungen, Deutsche Verlags-Anstalt, Stuttgart und Berlin 1921
- Die Unerlösten. Eine Erzählung für Unmoralische, W. Borngräber, Berlin 1921
- Die Glücksucherin, Otto Janke, Berlin 1921
- Rheinsberg. Ein märkischer Roman, Deutsche Verlags-Anstalt, Stuttgart und Berlin 1922
- Im sinkenden Licht. Roman aus den achtziger Jahren, Ullstein, Berlin 1922
- Der Befreier, Schwert-Verlag, Berlin 1923
- Heimat. Novellen, Schwert-Verlag, Berlin 1923
- Gräfin Dorothee. Erzählung, in: Westermanns Monatshefte, 70. Jg. (Sept. 1925 – August 1926, Bd. 140 II, H. 839, S. 501–508)
- Im Auto durch Persien (Reisebericht), C. Reissner, Dresden 1926. Überarbeitete Neuauflage, Berlin, 2022, ISBN 978-3-7549-6855-0. Digitalisat
- Im Rosengarten der Königin, Illustrierte Kölnische Zeitung, 1926 (Heft 2,1.09.-Heft 13, 25. November 1926)
- Die Trennung. Roman, K.F.Köhler Verlag, Berlin 1927

Es gibt bisher nur eine Schrift, die digital zugänglich ist (Im Auto durch Persien, 1926).